# Тёмная звезда (фильм)
«Тёмная звезда» (англ. Dark Star) — фантастический художественный фильм 1974 года, дебютная лента режиссёра Джона Карпентера.

## Сюжет
XXII век, корабль под названием «Тёмная звезда» несётся в космосе. Перед его экипажем из четырёх человек поставлена цель избавляться от планет, которые могут представлять опасность для будущей колонизации. Капитан корабля находится в состоянии криогенной заморозки, чтобы его мозг можно было использовать для консультаций. Каждый из четвёрки по-своему борется с неимоверной скукой, царящей на корабле: кто курением сигар и стрельбой из лазерной винтовки, кто розыгрышами и видеосъёмками. Но вот при прохождении кольца астероидов корабль получает повреждения. Последствием стал отказ одной из бомб подчиняться приказам…

## Производство
Идея фильма возникла у Джона Карпентера, когда он учился на кинематографическом отделении Университета Южной Калифорнии. Сценарий фильма Карпентер написал совместно с сокурсником по университету Дэном О’Бэнноном, который привнёс много оригинальных идей, повлиявших на общую атмосферу фильма, а также исполнил в нём одну из главных ролей, занимался спецэффектами и выступил в качестве редактора фильма. По признанию самого О’Бэннона, концовку фильма в первоначальном сценарии он «содрал» из рассказа Рэя Брэдбери «Калейдоскоп».
Изначально Карпентер получил финансирование в 1000 долларов от Университета Южной Калифорнии на съёмки короткометражного фильма в 1970 году.
В 1972 году была закончена первая версия продолжительностью около 45 минут, снятая на 16-мм плёнке, после чего Карпентер и О’Бэннон решили, что у них есть возможность превратить её в полнометражный фильм. Они досняли ещё 50 минут с помощью канадского дистрибьютера Джека Мерфи. Затем им удалось заинтересовать продюсера и дистрибьютера Джека Харриса, который приобрёл права на прокат фильма, но заставил авторов вырезать около 60 % материала, а для того чтобы вернуть метраж — доснять новые эпизоды на 35-мм плёнке. В результате, по словам О’Бэннона, фильм превратился из самой впечатляющей студенческой картины в самый невыразительный профессиональный фильм.

## Критика
Первой реакцией стала рецензия, появившаяся в конце 1973 года в журнале Daily Variety, в который фильм был назван жалкой пародией на «Космическую одиссею 2001 года» Стэнли Кубрика. В 2011 году Карпентер пошутил: «Помню, прочитал я ту рецензию в Daily Variety и ужаснулся — ведь они не разглядели моего несомненного гения». Леонард Мальтин наградил его двумя с половиной звездами, назвав его «приятным для любителей научной фантастики и серферов» и отметив эффективное использование ограниченного бюджета.